# Mycoplasma agassizii
Mycoplasma agassizii è una specie di batterio appartenente alla famiglia delle Mycoplasmataceae.